# Loalwa Braz
Loalwa Braz (ur. 3 czerwca 1953 w Rio de Janeiro, zm. 19 stycznia 2017 w Saquarema) – brazylijska piosenkarka, kompozytorka i autorka tekstów. Do 2000 roku główna wokalistka francuskiego zespołu muzycznego Kaoma, z którym wylansowała przeboje „Lambada” oraz „Dançando Lambada”.

## Kariera
Pochodziła z muzycznej rodziny, jej ojciec był liderem orkiestry grającej muzykę pop, zaś matka pianistką. Wokalistka nauczyła się grać na fortepianie w wieku czterech lat, zaś profesjonalną karierę wokalną rozpoczęła w 1966 roku, w wieku trzynastu lat.
W latach 1975–1985 piosenkarka współpracowała z takimi muzykami, jak Gilberto Gil, Tim Maia, Caetano Veloso czy Emilio Santiago.
Ponadto uczestniczyła w sesjach nagraniowych ścieżek dźwiękowych do filmów Le Roi Desperados oraz Dis-Moi Oui. Była członkiem Francuskiej Akademii Sztuki, Nauki i Literatury, która nagrodziła ją za całokształt twórczości srebrnym medalem Prix Thorlet w 2003 roku. Pełniła także funkcję Ambasadorki Francuskiego Stowarzyszenia Promocji Sportu (AFPES) na całym świecie.

## Śmierć
19 stycznia 2017 roku piosenkarka została pobita podczas napadu na zajazd, który prowadziła. Zdołała jednak wsiąść do swojego samochodu i odjechać około kilometra, po czym straciła przytomność, zaś samochód rozbił się. Wtedy sprawcy napadu podpalili samochód z L. Braz w środku. Sprawcą napadu i podpalenia okazał się kierownik zajazdu i dwóch innych mężczyzn.

## Dyskografia
Opracowano na podstawie materiału źródłowego.
Albumy z zespołem Kaoma:
- Worldbeat (1989)
- Tribal Pursuit (1991)
- A La Media Noche (1998)
- The Very Best of Kaoma (2014)

Albumy solowe:
- Brésil (1989)
- Recomeçar (2003)
- Ensolarado (2011)